# Никольский, Борис Владимирович
Борис Владимирович Никольский (3 [15] октября 1870, Санкт-Петербург — 11 июня 1919, Петроград) — русский литератор, поэт, учёный-правовед, политический деятель.

## Биография
Борис Никольский родился в семье профессора русской словесности Владимира Васильевича Никольского и Марии Ивановны (урождённой Скроботовой). Оба его деда (Н. И. Скроботов и В. Никольский) были священниками, в семье поддерживалась атмосфера ревностной религиозности. Образование получал с 1881 года в классической гимназии при Историко-филологическом институте, с 1884 года — в Училище правоведения. Печататься начал с 1885 года, занимаясь переводами с английского языка. С этого же года начал писать стихи.
В студенческие годы отличался свободомыслием, «левизной» взглядов. Интересовался модными в те времена либеральными теориями, идеями современных европейских философов (Ницше и других). За интерес к политике и нарушения дисциплины Никольский был отчислен из Училища за полтора года до его окончания. В 1889 году он продолжил обучение на юридическом факультете Санкт-Петербургского университета.
Ко времени начала учёбы в университете относится изменение взглядов Никольского. От увлечения левыми идеями он отошёл, перейдя к консервативным, почвенническим взглядам; 5 августа 1889 года он записал в дневнике: «Вчера написал стихотворение на тему „Россия и Европа“. Кажется, очень здорово вышло. — Я теперь в конец вернулся к своему началу. <…> Я окончательно стал тем, что у нас называется славянофилом. Я им всегда и был, но отрекался от своей веры, увлекался другими веяниями — во всем виновата моя восторженность и увлекающаяся натура».
Окончив университет в 1893 году, начал работать в Хозяйственном департаменте Министерства внутренних дел. Помимо службы сотрудничал в газете «Новое время» и занимался научной работой. 7 июля 1895 года женился на дочери С. Н. Шубинского Екатерине. В 1896 году вышел в отставку. В этот период он печатал стихи в журналах «Русский вестник», «Исторический вестник», в «Новом времени» и других изданиях, писал критические статьи и работал над магистерской диссертацией. В 1898 году Никольский выдержал магистерский экзамен, был избран членом-сотрудником Юридического общества по отделению обычного права, а в 1899 году защитил магистерскую диссертацию по римскому праву на тему «Система и текст XII таблиц». С 1900 года читал курсы в Петербургском университете, где стал приват-доцентом по кафедре русской словесности на историко-филологическом факультете, а также лекции в Училище правоведения и на Высших женских курсах.
Работая со студентами, он старался прививать им патриотические, монархические убеждения. По свидетельствам современников: Г. В. Чичерина, А. В. Самойловича, М. Кузмина и других, Никольский пользовался большой любовью и популярностью среди студентов, как отмечал он сам в дневнике, на лекциях ему больше всего симпатизировала молодёжь «из хороших фамилий», молодёжь «из духовных» и восточные инородцы — кавказцы и азиаты. В отличие от студентов, профессора не испытывали симпатий к Никольскому, по его словам, он один во всём университете отстаивал охранительные идеи, высказывался «в пользу самодержавия, строгой власти, строгой семьи, против социализма принципиально, за исторические начала и уважения к ним и т. д.».
В конце 1890-х годов печатались научные работы Никольского, сборник стихотворений, книга, посвящённая Н. Н. Страхову, литературоведческие и критические очерки. В университете с 1903 года руководил кружком изящной словесности, в котором участвовали А. А. Блок и С. М. Городецкий. Из-за плохих отношений с коллегами и начальством университета, неудач, связанных с защитой докторской диссертации, Никольский отошёл от преподавательской деятельности в университете и занялся адвокатской практикой.
В 1903 году Борис Никольский вступил в право-монархическую организацию «Русское собрание». Он активно участвовал в деятельности партии, а в 1905 году стал личным секретарём известного правого деятеля генерала Е. В. Богдановича. Широкую известность получила «Всеподданнейшая речь» Никольского 31 декабря 1905 года, которую он произнёс перед императором во время принятия последним депутации «Русского Собрания». Впечатление от состоявшегося личного общения с Николаем II было крайне противоречивым: «Несчастный вырождающийся царь, с его ничтожным, мелким и жалким характером, совершенно глупый и безвольный, не ведая, что творит, губит Россию. Не будь я монархистом — о, Господи! Но отчаяться в человеке для меня не значит отчаяться в принципе». Вошёл в состав Совета Союза русского народа. Был одним из главных организаторов 1-го Всероссийского съезда русских людей, также участвовал во 2-м съезде. После раскола СРН поддерживал А. И. Дубровина, чем вызвал недовольство у видных членов, входящих в руководство РС, поддерживающих Н. Е. Маркова. В дальнейшем между Марковым и Никольским случилась перепалка, результатом чего стал масштабный конфликт в организации между сторонниками обоих политиков, завершившийся исключением Никольского из состава членов РС (хотя он и являлся пожизненным членом). Вскоре он отошёл от активной политической деятельности.
С 1910 года давал уроки сыновьям великого князя Константина Константиновича Олегу и Гавриилу. В 1912 году стал профессором римского права в Училище правоведения. Также он работал в Комиссии по народному образованию и других государственных и общественных инициативах. В 1913 году получил назначение исполняющим должность ординарного профессора юридического факультета Юрьевского университета, а с 1914 года читал там лекции, являясь приват-доцентом кафедры латинской словесности.
Перед Февральским переворотом Никольский предчувствовал надвигающуюся гибель Империи: «Вне наших идей — полная гибель; но людей не видно и у нас. Умирать ещё рано — я не чувствую смерти; но жить — невозможно». После революции он вплоть до немецкой оккупации Эстляндии преподавал в Юрьевском университете, пребывая в тяжёлом материальном положении. После 1918 года проживал в Петрограде, преподавая в Училище правоведения. В 1918 году чекисты арестовывали по подозрению в монархическом заговоре его сына, Владимира Никольского. В августе 1918 года Никольский предпринимал попытки перевестись в Воронежский университет, но так и не смог выехать в Воронеж.
17 мая 1919 года арестован Петроградской ЧК, 12 июня выпустившей постановление: «Гражданина Никольского, как убеждённого организатора Союза Русского Народа, проникшего в военную организацию с целью шпионажа, — расстрелять; дело следствием прекратить и сдать в архив». Никаких доказательств шпионажа, информации о дате и месте расстрела Никольского в деле не содержится. 21 июня в «Известиях Петроградского совета рабочих и красноармейских депутатов» было опубликовано сообщение о его расстреле. Ходила легенда, что его тело бросили в зоосад на съедение хищникам, а жену заставили на это смотреть.
В 2002 году реабилитирован постановлением Военной прокуратуры Северного флота.

## Труды
Юриспруденция
- Новое слово цивилистики. Л. Петражицкий. Права добросовестного владельца на доходы с точек зрения догмы и политики гражданского права. Bona fides в гражданском праве. — С.-Петербург, 1897 г. — XII, 435 с.
- Система и текст XII таблиц: Исследования по истории рим. права. — СПб.: тип. А. С. Суворина, 1899. — [8], VIII, [2], 294 c.
- Опыт эдикта чести: Докл. в Петербургском юрид. о-ве. — СПб., 1901.
- Дарения между супругами: Исслед. по рим. праву / [Соч.] Б. В. Никольского. Т. 1. — Санкт-Петербург: тип. А. С. Суворина, 1903.
  - К истории дарений между супругами: Исслед. по римскому праву. — Юрьев: тип. К. Маттисена, 1915. — XXXII, 521 с.

Критика и публицистика
- Николай Николаевич Страхов: Критико-биогр. очерк. — СПб.: тип. А. С. Суворина, 1896. — 56 с.
- Литературная деятельность К. П. Победоносцева: По поводу пятидесятилетнего юбилея. — СПб.: тип. Суворина, 1896. — 24 с.
- Суд над Пушкиным: Письмо к В. П. Буренину. — СПб.: тип. А. С. Суворина, 1897. — 47 с.
- Академический Пушкин: Крит. очерк. — СПб.: тип. А. С. Суворина, 1899. — 177—218 с.
- Сборник стихотворений. — СПб.: тип. А. С. Суворина, 1899. — 324 с.
- Поэт и читатель в лирике Пушкина: Критич. очерк. — СПб.: тип. А. С. Суворина, 1899. — 82 с.
- Последняя дуэль Пушкина: биографический очерк Б. В. Никольского. — Санкт-Петербург: типография А. С. Суворина, 1901. — 97 с.
- Всеподданнейшая речь Б. В. Никольского, произнесённая им в Высочайшем присутствии, при приёме депутации «Русского Собрания» 31-го декабря 1905 года // Вестник Русского Собрания. — СПб., 1906. — 3 ноября. — № 25. — С. 4—5.
  - Всеподданнейшая речь 31 декабря 1905 года. — 3-е изд. — СПб.: тип. «Сириус», 1914. — 11 с
- К характеристике К. Н. Леонтьева. — СПб.: Тип. «Сириус», 1911. — 17 с.
- Сокрушить крамолу / сост. О. А. Платонов. — М.: Институт русской цивилизации, 2009. — 464 с. — ISBN 978-5-902725-45-9.
- Дневник 1896—1918. Т. 1: 1896—1903 / Изд. подг. Д. Н. Шилов, Ю. А. Кузьмин. СПб.: Дмитрий Буланин, 2015. 704 с.: ил. — ISBN 978-5-86007-793-5
- Дневник 1896—1918. Т. 2: 1904—1918 / Изд. подг. Д. Н. Шилов, Ю. А. Кузьмин. СПб.: Дмитрий Буланин, 2015. 656 с.: ил. — ISBN 978-5-86007-793-5

Статьи
- Поэт философов: (А. А. Фет) // Русское обозрение. — 1894. — № 12.
- Дело академика Соболевского // Вестник Русского Собрания. — 1910. — № 38.
- Его Высочество князь Олег Константинович: Некролог // Исторический вестник. — 1914. — № 11.
  - Отд. изд.: Его высочество князь Олег Константинович [ум.] 29 сент. 1914 г.: [Некролог]. — Петроград: тип. т-ва А. С. Суворина «Новое время», 1914. — 15 с.